# Iglesia de San Jorge (Pamplona)
La iglesia de San Jorge, es la parroquia del barrio del mismo nombre en la ciudad de Pamplona (España). La parroquia fue erigida por Enrique Delgado Gómez, arzobispo de Pamplona, el 26 de abril de 1968. Durante unos cuarenta años la sede de la parroquia se instaló en los bajos de un bloque de viviendas en una de las calles del barrio. En 2000, siendo arzobispo Fernando Sebastián Aguilar, a través de un concurso de arquitectura los arquitectos Fernando Tabuenca y Jesús Leache recibieron el encargo del proyecto para la construcción de una nueva parroquia que, en 2008 fue inaugurada con una misa oficiada por el nuevo arzobispo, Francisco Pérez González.
El nuevo edificio ocupa una manzana, perpendicular a la avenida de San Jorge. El acceso se realiza por las dos fachadas laterales accediendo a un amplio atrio que deja en un lado, hacia la avenida, el templo; y en el lado opuesto el centro parroquial con despachos, locales para catequesis y viviendas para los sacerdotes que la atienden. El conjunto queda rodeado por un muro de hormigón continuo, solo interrumpido por los dos accesos al atrio, y sobre ellos los huecos en que se sitúa una campana y una cruz de hierro. Presenta así la parroquia un rotundo paralelepípedo del que solo destaca, por su mayor altura, la zona que ocupa el presbiterio.
El interior del templo queda también configurado por muros de hormigón. En los pies de la iglesia sobre las puertas de cristal que lo separan del atrio, se sitúa una vidriera de alabastro. Un lucernario sobre el presbiterio ilumina el lugar de la celebración eucarística. Una viga pantalla recorre longitudinalmente la nave del templo, produciendo así dos espacios de distinta dimensión, de forma que el uno más reducido pueda utilizarse como capilla de uso diario.

## El proyecto de la nueva parroquia
La parroquia erigida en 1968 para atender el barrio de San Jorge se instaló en los bajos de un bloque de viviendas en la calle Doctor Juaristi  Desde aquella fecha el barrio y su número de habitantes creció considerablemente, pasando de unos 3000 vecinos en 1968 a unos 12 000 en 1996. En 1989 se redactó un Plan Especial de Reforma Interior de San Jorge, preveía un aumento de vivienda y, sobre todo, trataba de proporcionar al barrio una estructura clara, al tiempo que le dotaba de los equipamientos y espacios libres de los que hasta ese momento había carecido. Las principales dotaciones se dispusieron en una serie de manzanas que se apoyan en la avenida de San Jorge, alternando con una calles transversales de carácter residencial. Tras el acuerdo entre el arzobispado y el ayuntamiento, se fijó el lugar donde debería ir la iglesia del barrio, en el centro de una amplia plaza, con frente a la avenida de San Jorge, y con bloques residenciales de seis y ocho plantas.
Finalmente el año 2000, el arzobispado de Pamplona y Tudela convocó un concurso para la construcción de la parroquia, con un programa que incluía junto con el templo con una capacidad de cuatrocientas personas, una capilla de diario de una cien plazas, y un centro parroquial con una serie de salas y despachos.. El proyecto fue adjudicado al equipo formado por Fernando Tabuenca y Jesús Leache; los trabajos para la redacción comenzaron enseguida, y en mayo de 2005 comenzaron las obras que quedaron completadas en marzo de 2008.

Vistas del atrio
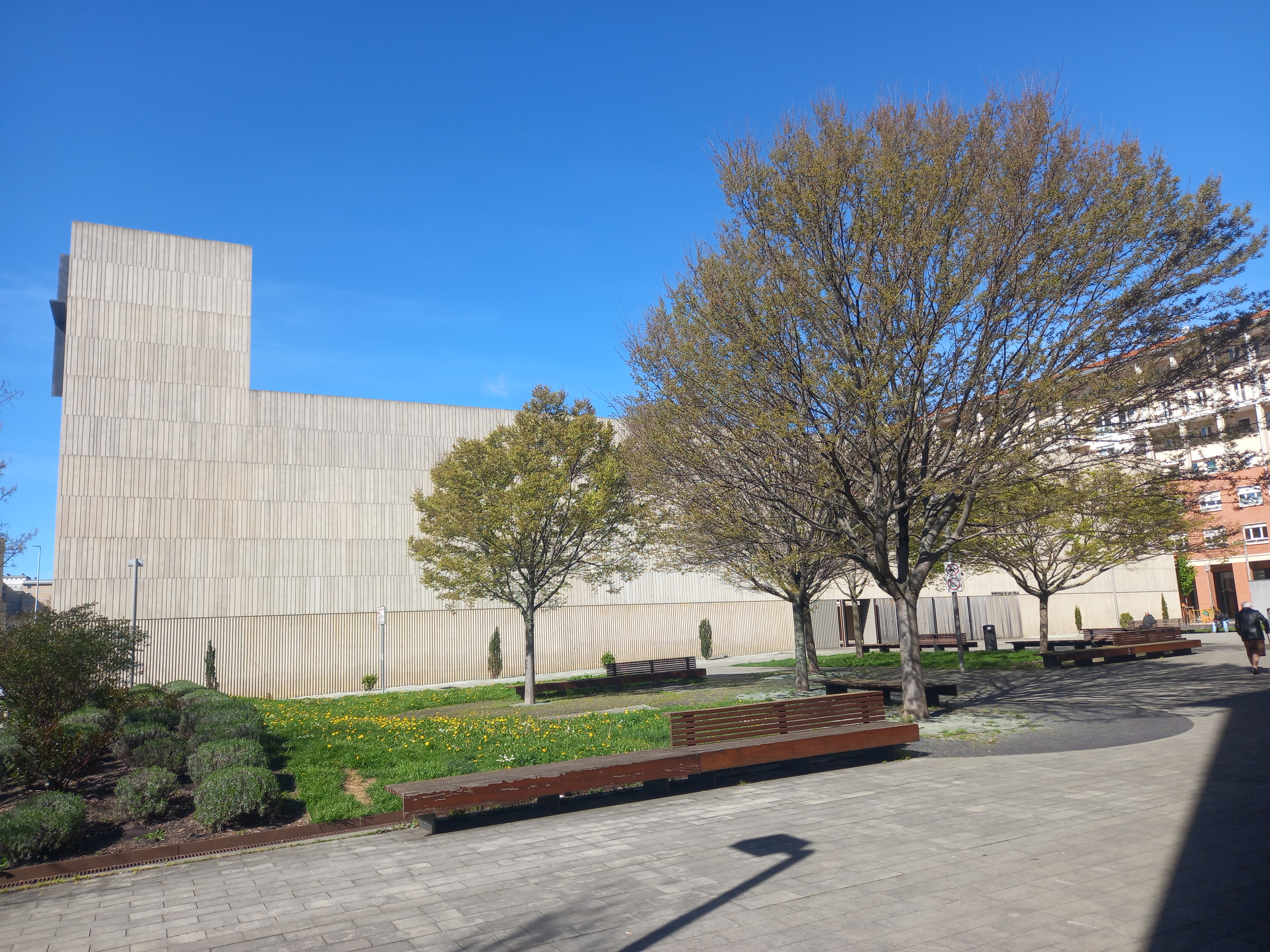
Fachada al este
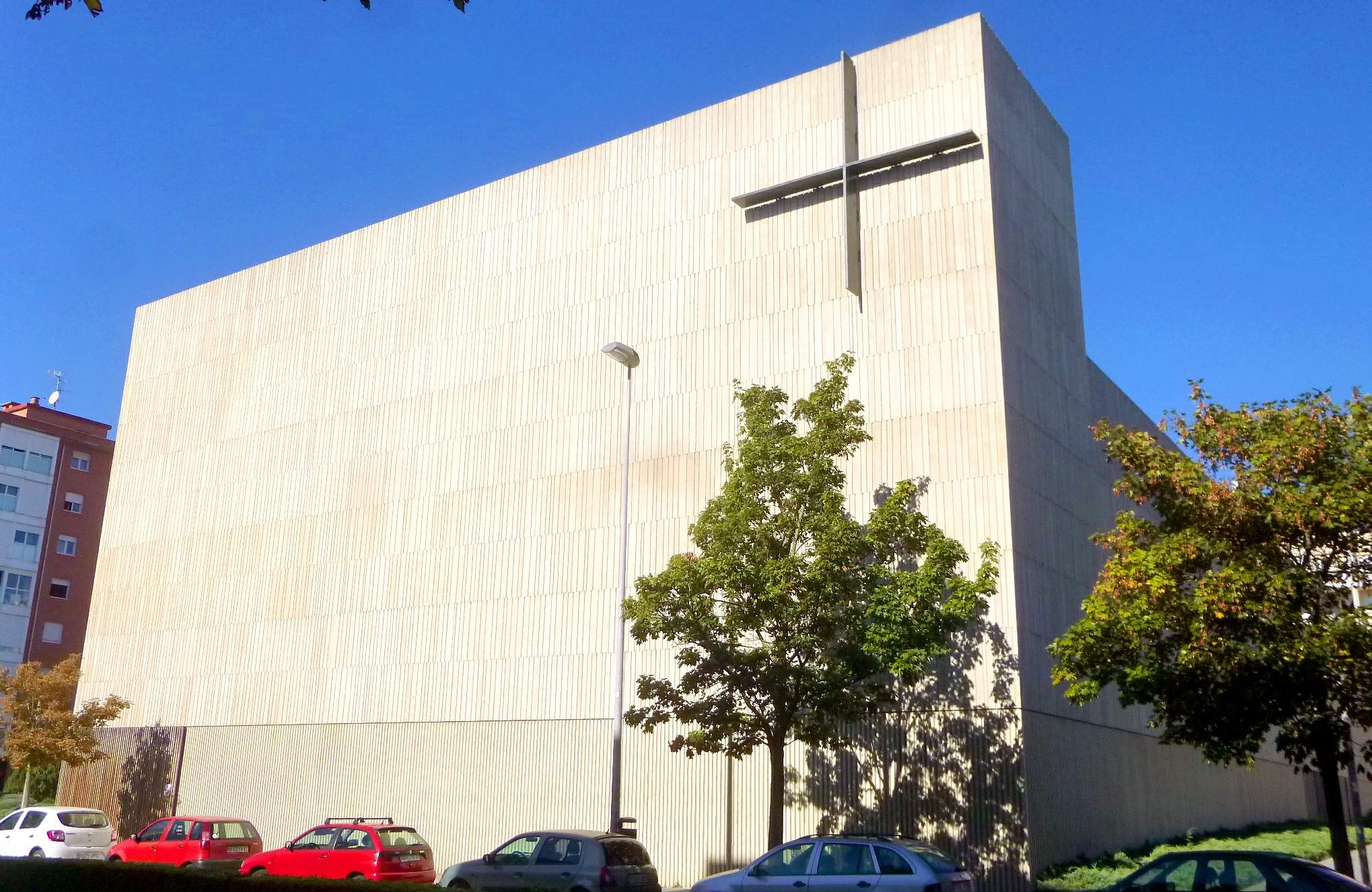
Fachada a la avenida de San Jorge
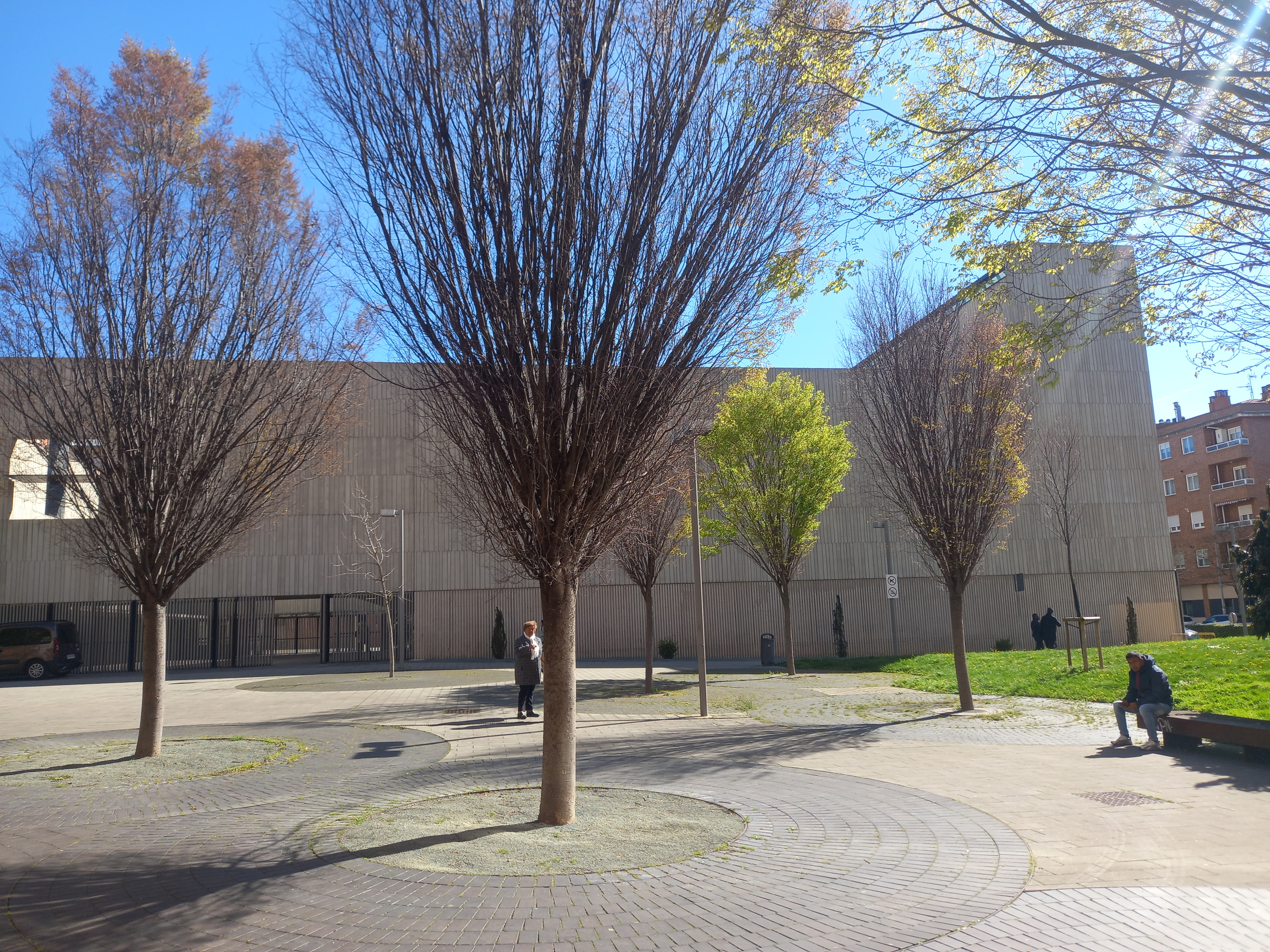
Fachada al oeeste

## Organización del conjunto y volumen exterior

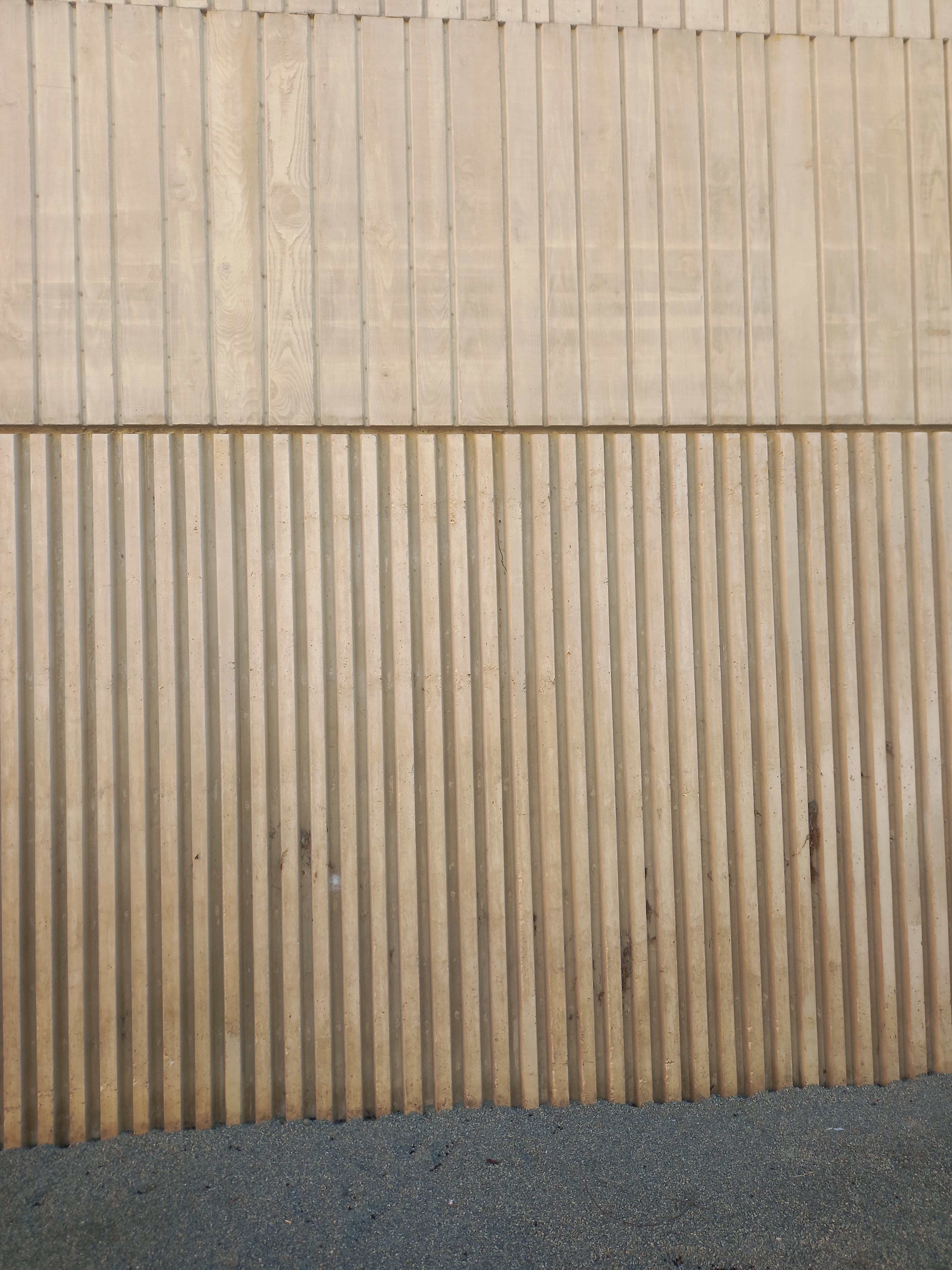
Textura del hormigón del muro

Todo el programa se completa en un  paralelepípedo ortogonal que dispone el eje longitudinal en perpendicular a la avenida de San Jorge, dejando a cada uno de los lados sendas plazas. En ese volumen el templo se sitúa en el lado de la avenida y el centro parroquial en el lado opuesto. Entre uno y otro una atrio porticado proporciona un espacio abierto en los laterales, con unas grandes aberturas que, por motivos se seguridad, pueden cerrarse. A excepción de esas aberturas, un muro ciego de hormigón armado recorre todo el perímetro del conjunto edificado. El muro con un grueso total de cuarenta centímetros queda compuesto por un conjunto de elementos prefabricados que dejan en el centro un capa aislante; las superficies, tanto las exteriores como las interiores, presentan un variada textura lograda mediante el empleo de tablas de pino sin cepillar; mediante ese procedimiento se produce un despiece del plano superficial, con especial reflejo en la base del muro a modo de zócalo.
En el volumen exterior solo destaca, por su mayor altura, la zona del presbiterio, así el muro situado en la avenida de San Jorge recuerda las torres habituales en las iglesias, y en esa superficie se adosa una gran cruz de hierro.  El centro parroquial se desarrolla en dos plantas; un patio sobre la planta baja proporciona luz y ventilación a las dos viviendas para sacerdotes situadas en esa planta; una solución que evitar horadar el muro perimetral. El resto de las dependencias -despachos, salas de catequesis, etc. vuelcan al atrio. El atrio se plantea como un espacio de estancia que permanece abierto los días de celebración y que puede ser atravesado uniendo las plazas que quedan a uno y otro lado de la parroquia. 
El pórtico que recorre el perímetro refuerza su carácter de filtro entre el exterior y el recogimiento propio del templo. En la parte ala de las fachadas del atrio se abren sendos huecos; en uno de ellos cuelgan dos campanas, recuperadas de una antigua iglesia;  en el otro una cruz. Tanto esa cruz, como la que se adosa en la fachada de la avenida de San Jorge, como el yugo que soporta las dos campanas, se realizaron en fundición de bronce. Interiormente el perímetro queda homogeneizado por el zócalo que forman las barras horizontales de las rejas que rodean; por encima de ese zócalo, en la zona del templo se sitúa una vidriera en que el alabastro se sitúa entre piezas verticales de madera.

Vistas del atrio
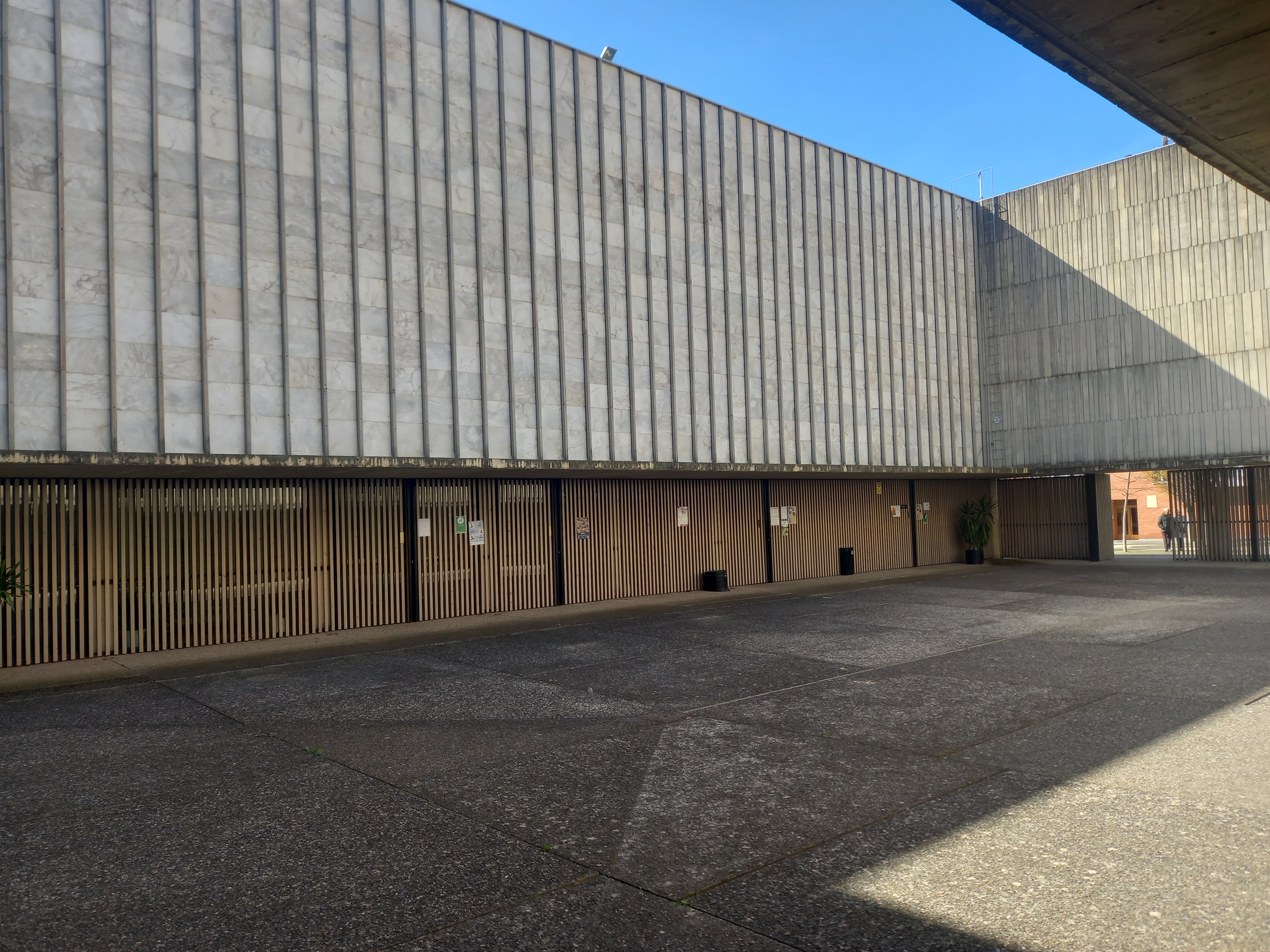
Fachada centro parroquial y cerramiento hacia el este
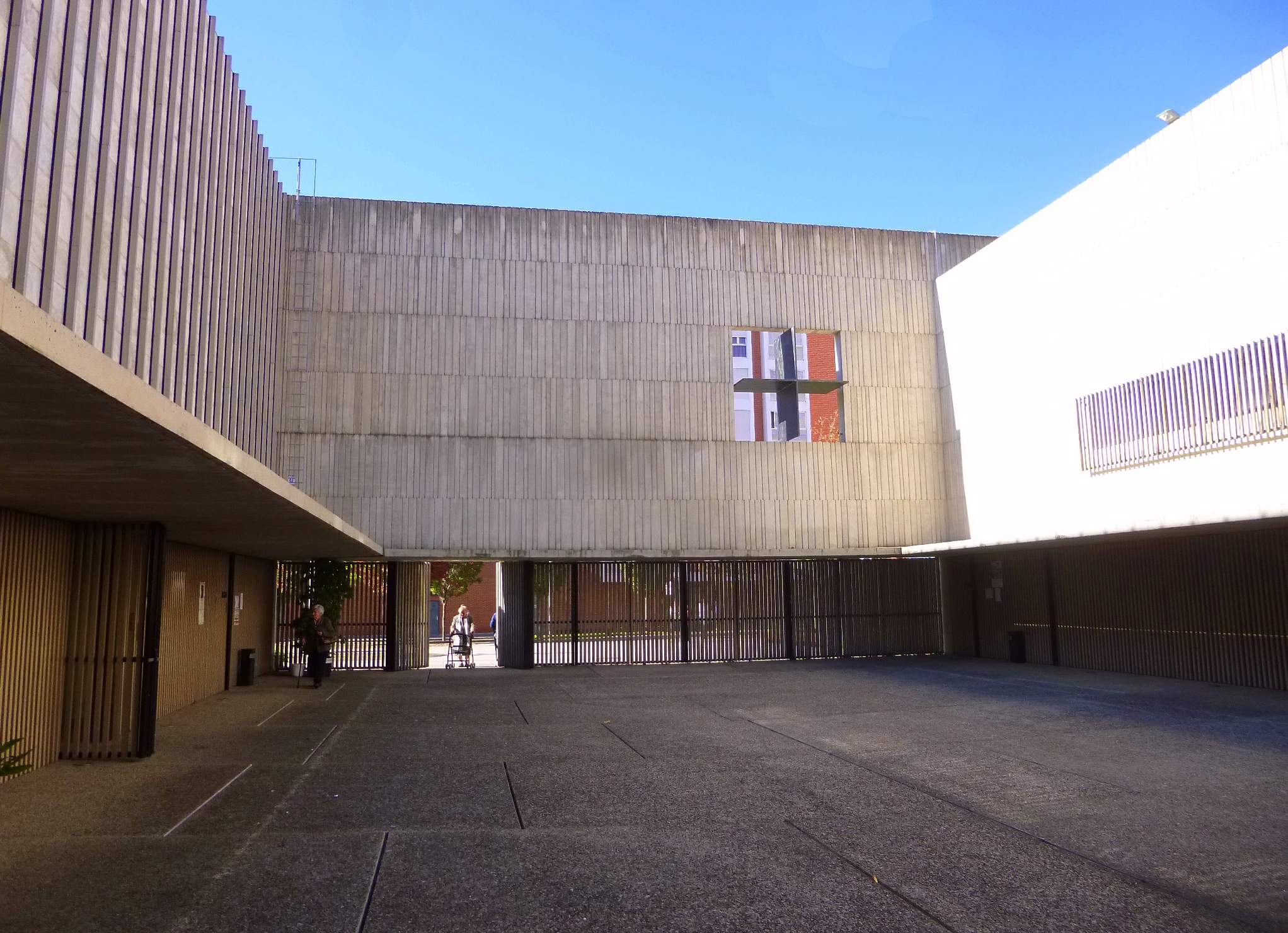
Cerramiento hacia el este y fachada del templo
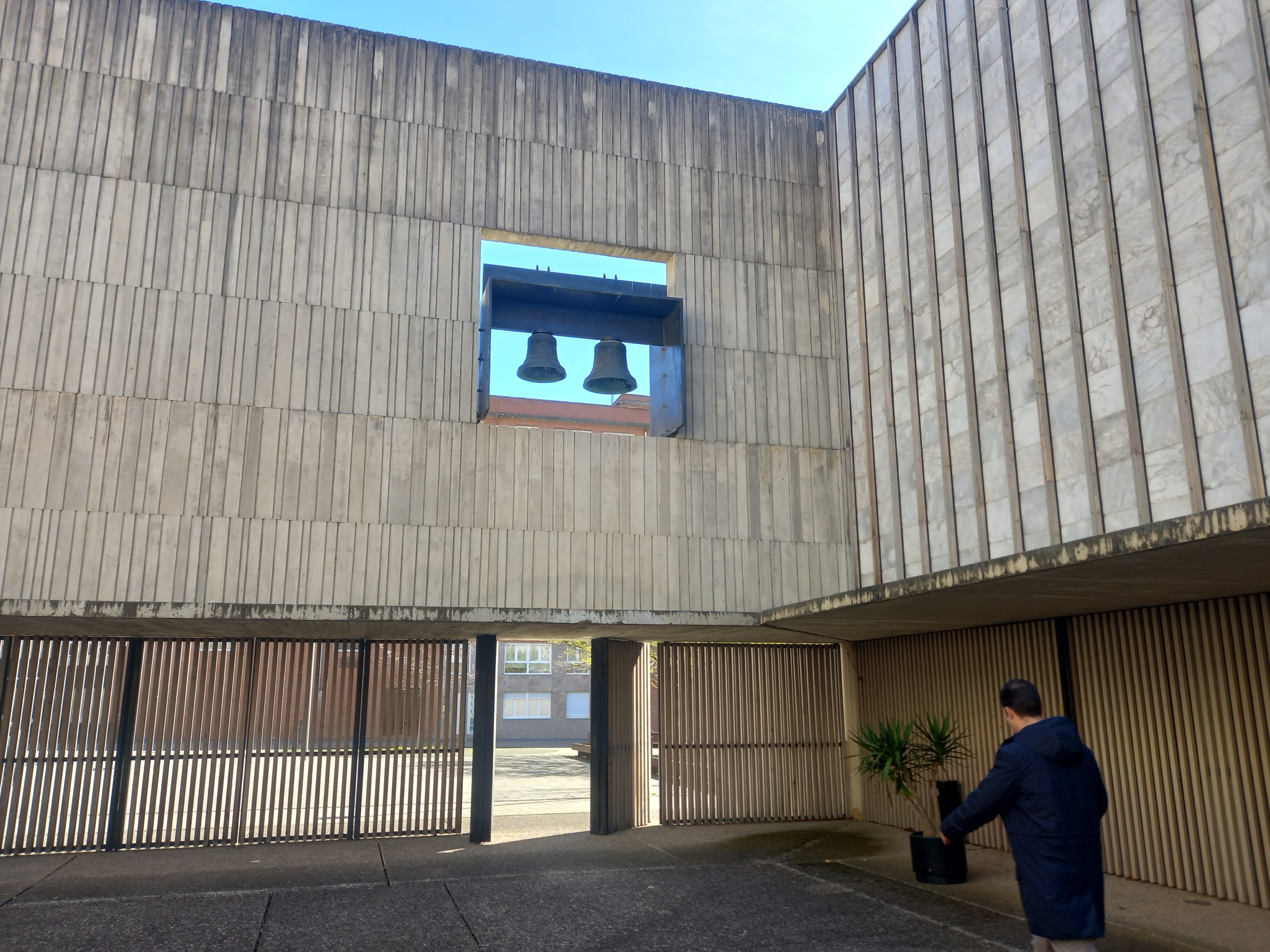
Las campanas en el cerramiento del oeste
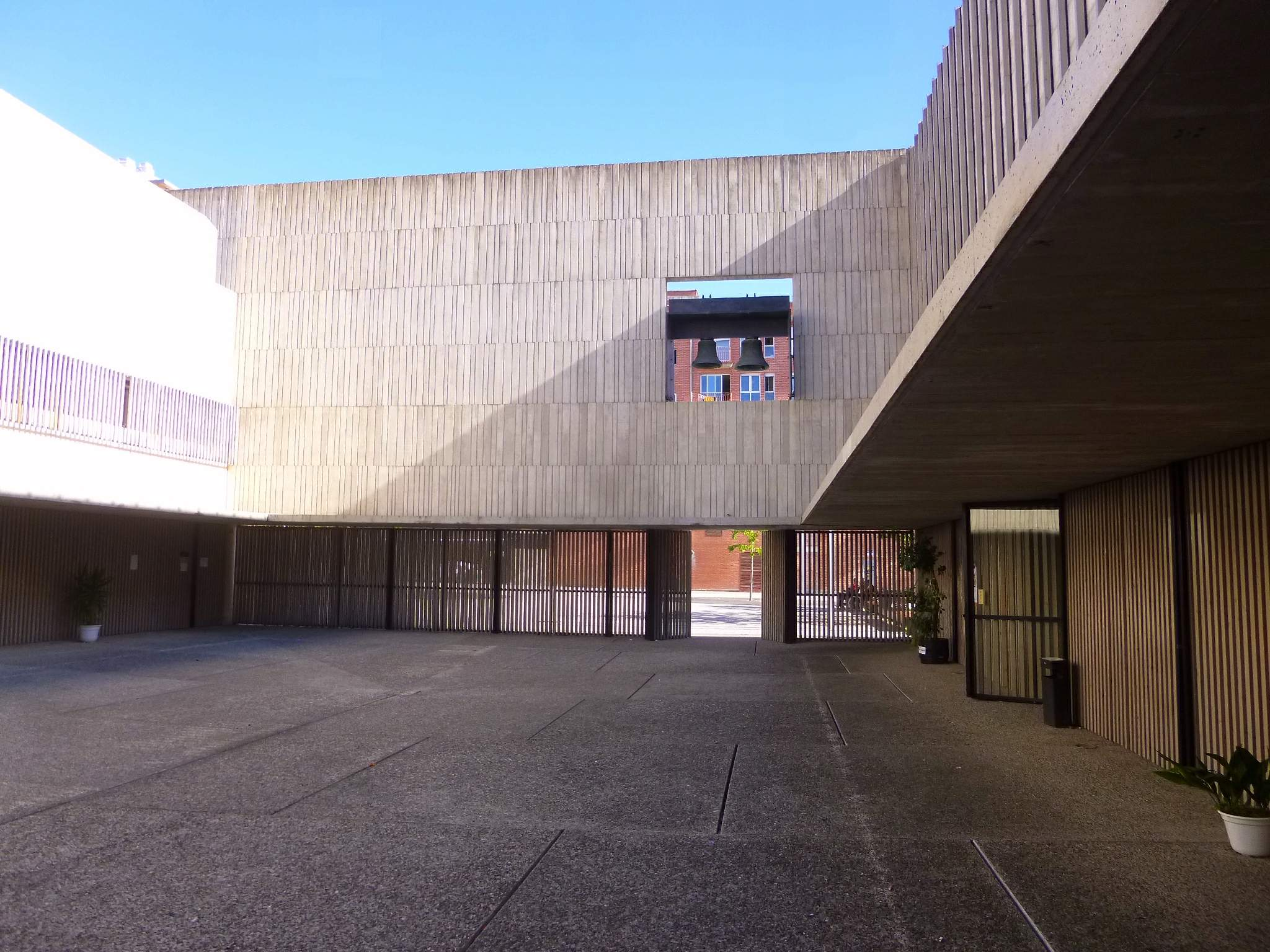
Cerramiento al oeste y fachada centro parroquial

## Descripción del templo

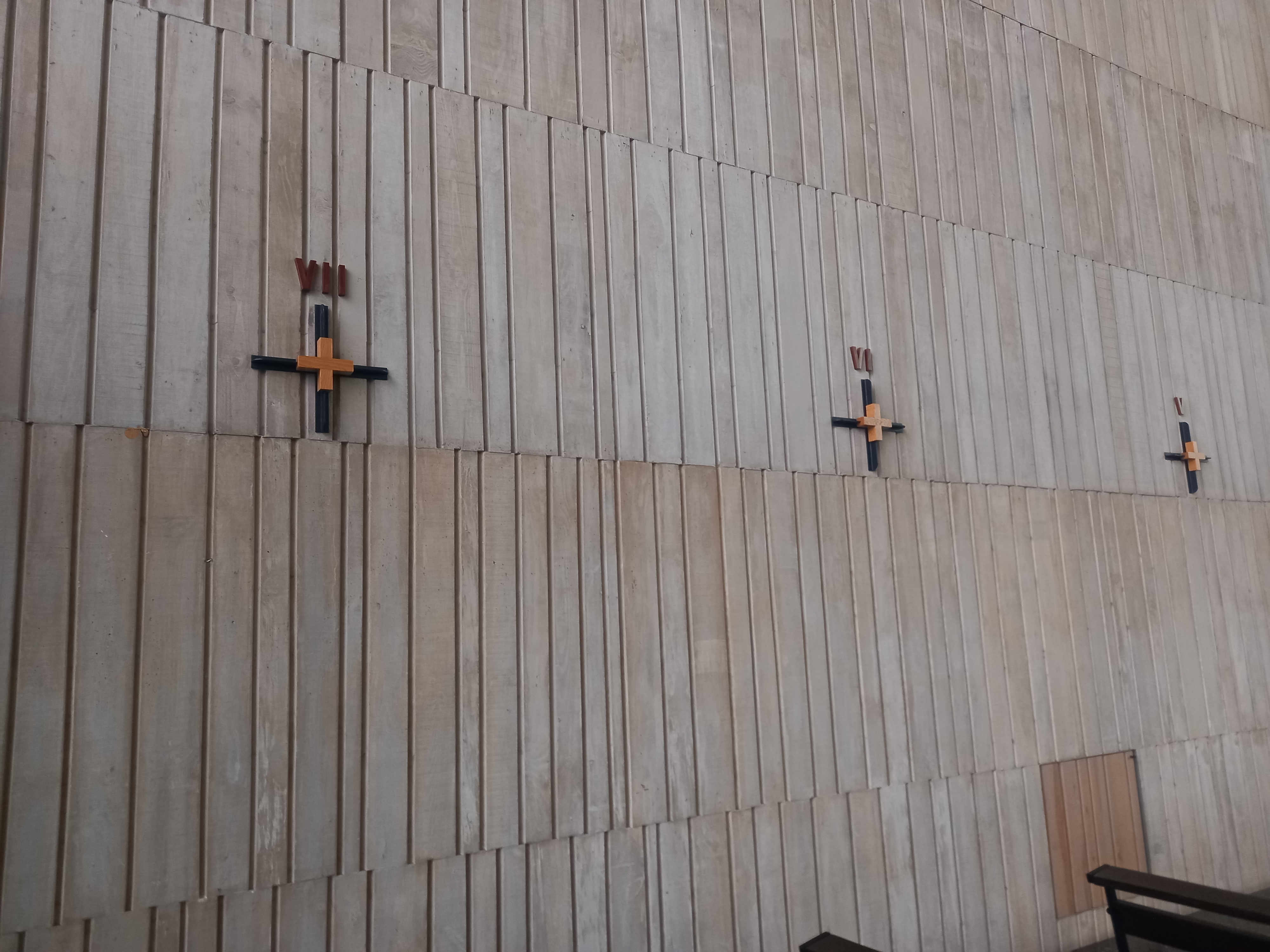
Viacrucis y textura interior del muro

El volumen del templo queda dividido longitudinalmente por una gran viga-pantalla que separa la capilla de diario de la nave principal. Por lo demás, la viga-pantalla separa al mismo tiempo que une, de modo que la celebración en el altar de la nave principal puede ser seguida desde toda la superficie del templo. La sacristía, que atraviesa esta pantalla, se resuelve mediante un volumen realizado con tablas de madera de pino teñidas. En la capilla de diario el sagrario se sitúa en un nicho iluminado de color rojo para indicar la presencica del Sntísimo. A los pies de la iglesia, en todo el frente, un conjunto de puertas y planos de cristal segregan un espacio a modo de zaguan, sobre él se sitúa el coro, al que se accede desde una escalera de caracol situada en un extremo de ese espacio.
La iluminación del templo lo proporciona el lucernario situado sobre el presbiterio, aprovechando la mayor altura que adquiere en esa zona el volumen del templo. La luz natural del lucernario sirve tanto a la nave principal, como a la capilla y a la sacristía. En los pies del templo, en el plano del coro se sitúa una vidriera de alabastro, que proporciona una iluminación difusa, tanto por las características de este material como su orientación hacie el norte.
La textura interior de los muros es la misma que la del interior; de este modo los arquitectos buscaban repetir en este templo el carácter que tenían las antiguas iglesia de piedra. Un falso techo, realizado con listones de madera de pino, colocados a cierta separación entre ellos y con lana de roca, proporcionan una buena acústica. La iluminación artificial, y la megafonía se resuelve mediane piezas colgadas del techo. En el amplio presbiterio, que ocupa todo el frente de la nave principal a una cota más alta, es fácil distinguir los volúmenes netos del altar, el ambón y la sede. Tanto estos elementos, como la pila bautismal, se realizaron en hormigón.

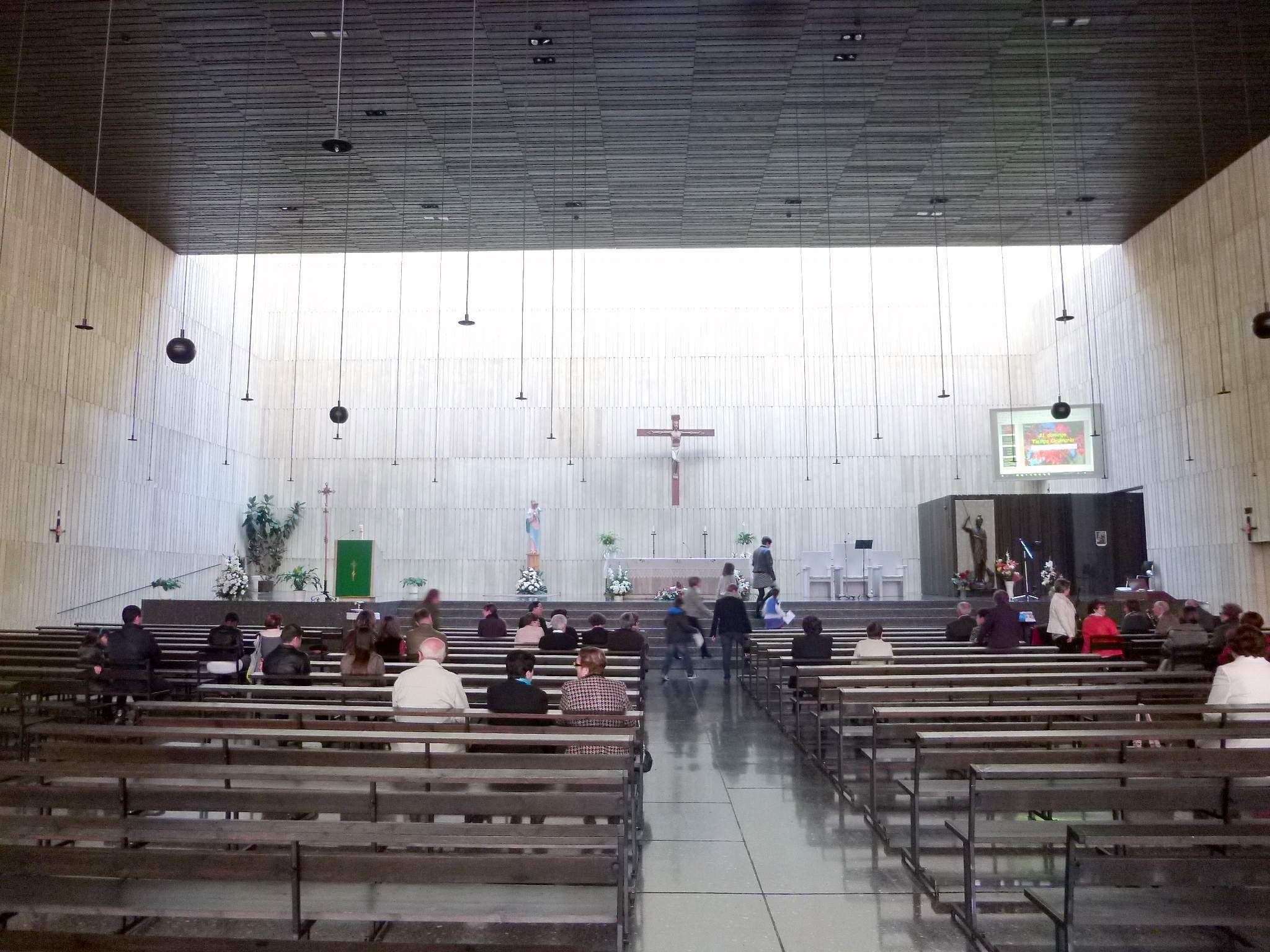
Presbiterio, a la derecha volumen de la sacristía.
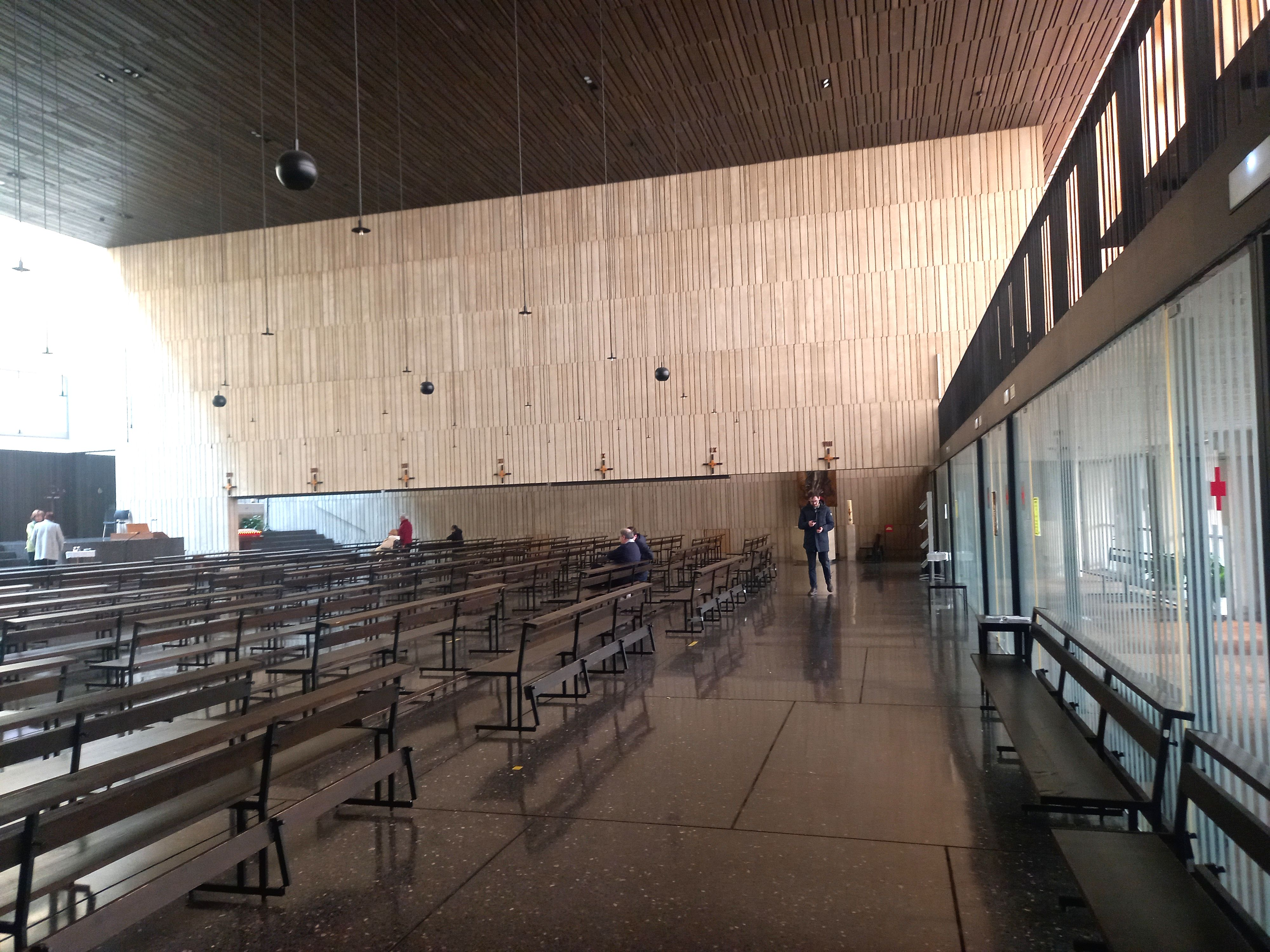
La viga-pantalla separa la nave principal de la capilla.
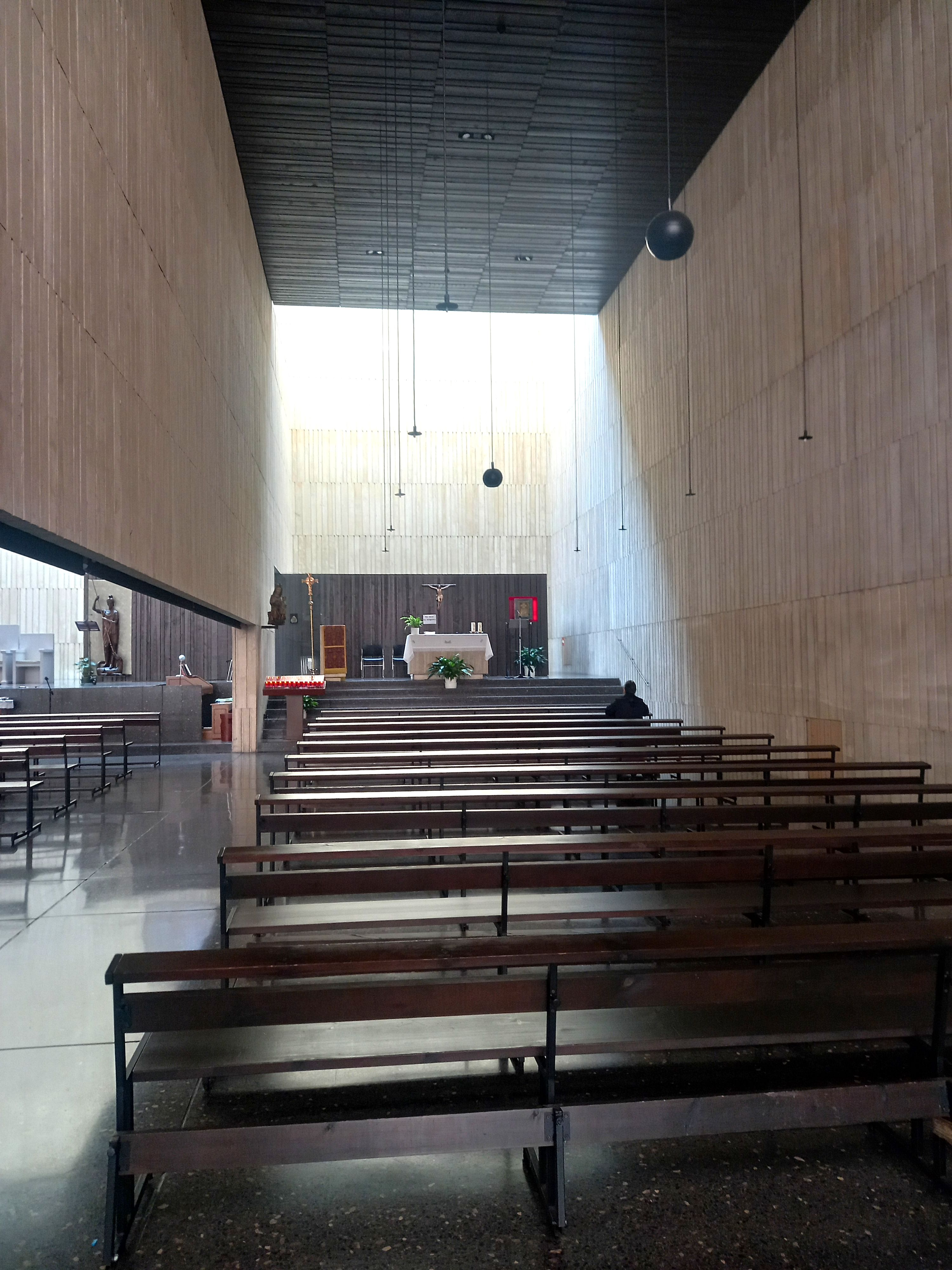
Capilla de diario.
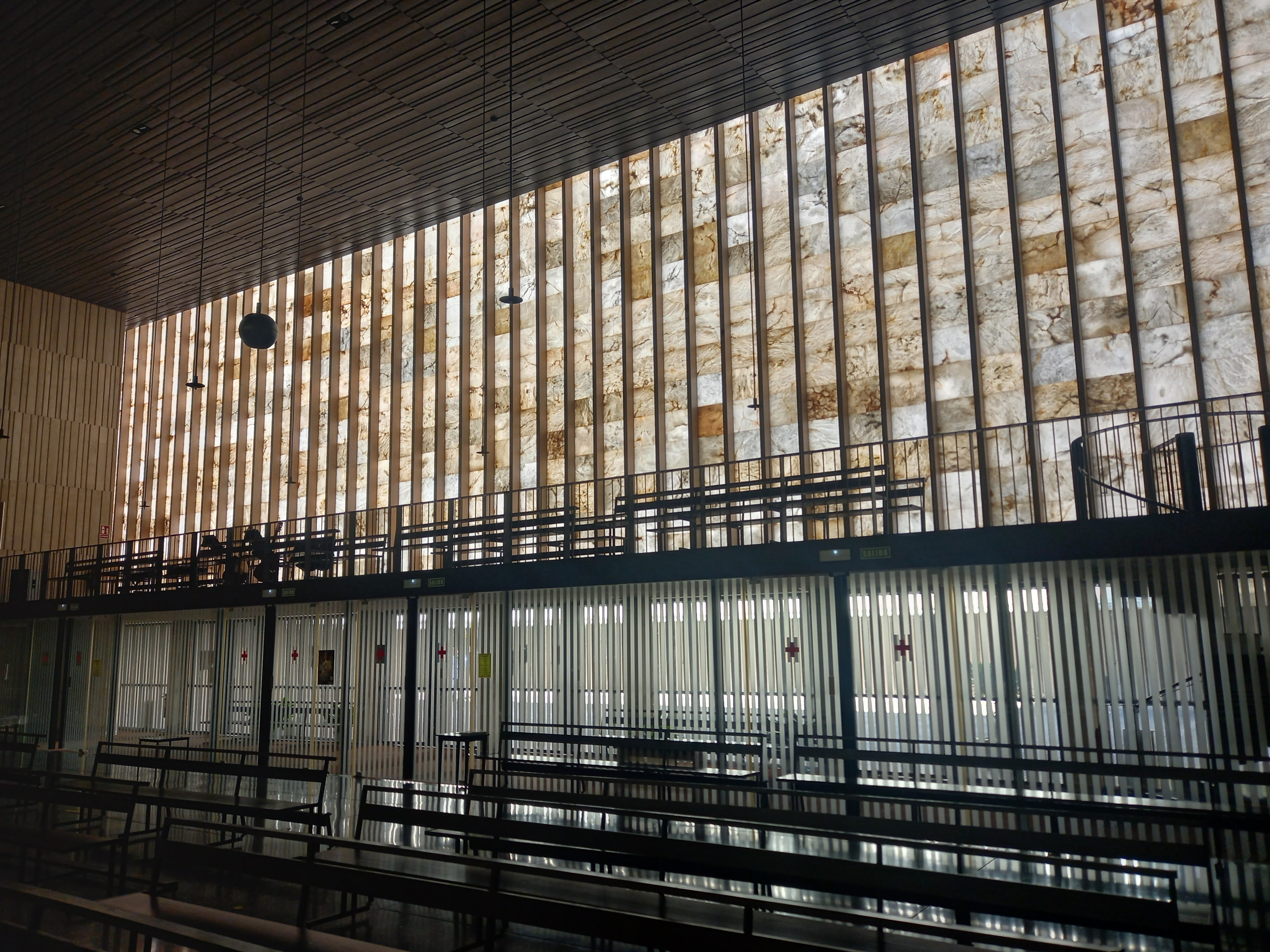
Zaguán, coro y vidriera de alabastro